# Arianna Valcepina
Arianna Valcepina (n. 5 septembrie 1994, Sondalo, Lombardia, Italia) este o sportivă ce a reprezentat Italia, medaliată olimpică. A participat la o ediție a Jocurilor Olimpice (2022) în care a câștigat o medalie de argint.